# صلصة الصويا

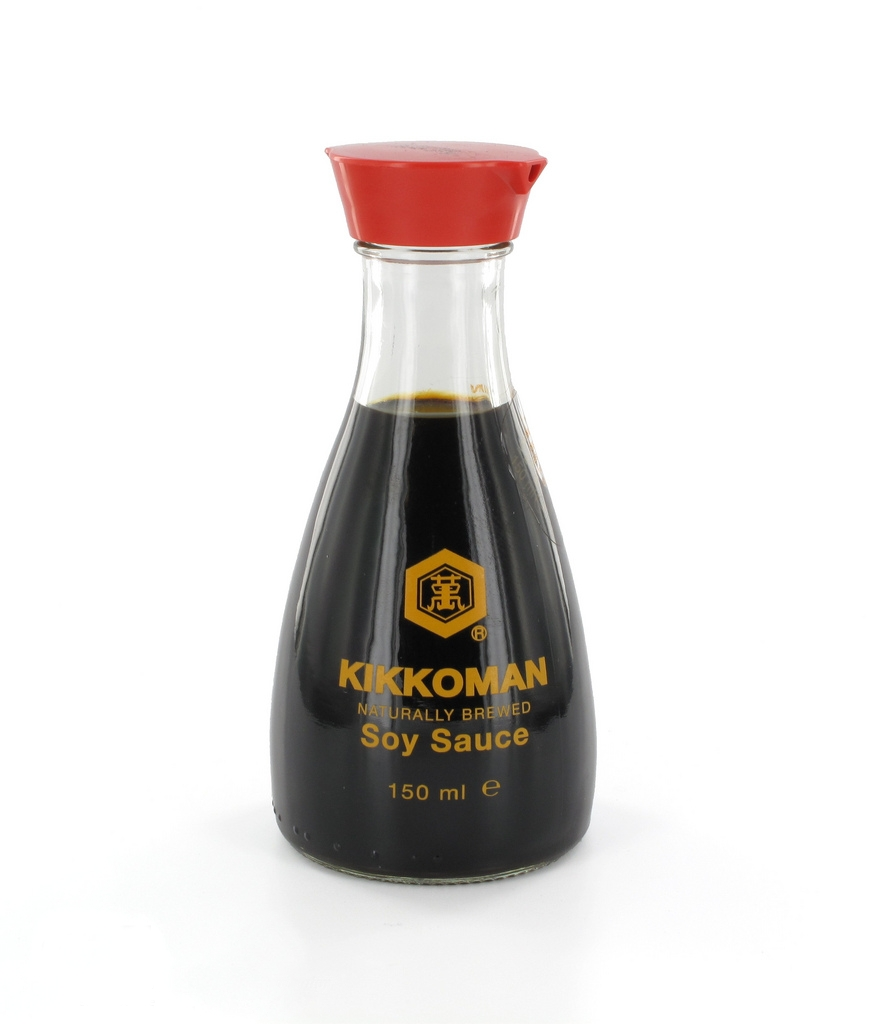
عبوة صوص صويا ياباني.

صلصة الصويا (باليابانية: 醤油 - شويو
) (بالإنجليزية: Soya sauce أو Soy sauce)‏ هو نوع من التوابل السائلة الذي يحضر عن طريق تخمير فول الصويا باستخدام رشاشية أوريزه بوجود الماء و الملح، ينتج معجون بنتيجة التخمير ويستخرج صوص الصويا بعصر هذا المعجون. يعتبر صوص الصويا من أهم التوابل الأساسية في المطابخ الشرق آسيوية، وتعود نشأته إلى الصين إلى حوالي قبل 2800 عام.

## الأنواع والاستخدامات
يحضر الصويا من تخمر القمح والملح وفول الصويا ويعتق في أوعية التخمر، توضع في غرف معتدلة الحرارة والرطوبة وفق الطرق الصينية البدائية، أما صلصة فول الصويا التي تباع في الأسواق فهي قليلة الجودة ومعتقة صناعيا.عادة مايضاف الشويو للمأكولات عند نهاية الطهو وليس على النار، وهو يستخدم كأساس لصنع الحساء الصافي وتابلا للسلطات والمخللات السريعة، كما يستخدم في صنع الشيو كومبو وغيره من التوابل.

## فوائده
يساعد الشويو على هضم الحبوب والخضر.وهو غني بالبروتين والمعادن وفيتامين B ,كما يدخل في العلاجات المنزلية مثل شاي البانشا شويو الذي يساعد على تقوية الدم وتخفيف الشعور بالإعياء ومعادلة زيادة نسبة الحموضة.

## السعرات الحرارية
السعرات الحرارية الموجودة في 100 غم منه =53 سعرة.

## المعلومات الغذائية
يحتوي كل 100 غرام من صلصة الصويا بحسب وزارة الزراعة الأميركية على المعلومات الغذائية التالية :
- السعرات الحرارية: 53 سعرة.
- الدهون: 0.57 غرام.
- الكاربوهيدرات: 4.93 غرام.
- الألياف: 0.8 غرام.
- البروتينات: 8.14 غرام.

تحذير :
تحتوي الصلصة على المادة الملونة (4-أم إي آي)، وهي مادة مسببة للسرطان لدى الحيوانات حسب القانون الكاليفورني.